# Iríni Lambráki
Iríni Lambráki (grec moderne : Ειρήνη Λαμπράκη), née le 5 janvier 1949 à Ioannina et morte le 20 juillet 2018 à Skiathos, est une femme politique grecque.
Membre du Mouvement socialiste panhellénique, elle siège au Parlement grec de 1977 à 1989 et au Parlement européen de 1994 à 1999. Elle est aussi sous-ministre de la Culture de 1988 à 1989.